# Академија ликовних умјетности Универзитета у Источном Сарајеву
Академија ликовних умјетности је високошколска установа смјештена у Требињу, налази се у саставу Универзитета у Источном Сарајеву, једног од два државна универзитета у Републици Српској.

## Историјат
Академија ликовних умјетности је прије ратних сукоба функционисала у саставу Универзитета у Сарајеву. Након проглашења Републике Српске, Влада Републике Српске доноси одлуку о удруживању свих високошколских установа које се налазе у источном дијелу Републике Српске у један јавни, државни универзитет. Одлуком Министарства образовања, науке и културе, Владе Републике Српске 17. новембар 1995. године Академија ликовних умјетности у Требињу, добила је сагласност за наставак рада, као издвојене чланица Универзитета у Сарајеву и уједно је постала чланица новооснованог Универзитета у Сарајеву Републике Српске.
Академија ликовних умјетности у Требињу, је преузела и иновирала наставне планове и програме сарајевске Академије и почела са радом у простору Дома културе у Требињу. Наставно особље које је прешло у Требиње, су на почетку рада академије формирали један одсјек, и то сликарски, да би након двије године почео да ради и графички одсјек. Одсјеци графичког дизајна, вајања и наставнички одсјек због помањкања средстава, кадрова и простора, нису могли бити организовани. Први декан Академије ликовних умјетности Требиње је био академик проф. Милорад Ћоровић.
Након десет година рада у неусловним просторима, 2005. године, Академија завршава адаптацију зграде, у бившој касарни "Лука Вукаловић" и пресељава у простор од 1600 метара квадратних, што студентима и наставном кадру омогућава оптималне услове за рад. Усвајањем новог студијског програма ликовних умјетности (први циклус студија ) и усвајањем студијских програма за магистарске судије сликарства и графике, Академија ликовних умјетности у Требињу је заокружена као цјелина, са свим излазним профилима у које спадају: сликарство, графика, вајање, графички дизајн и ликовни педагог.

## Студијски програми
Академија ликовних умјетности у Требињу организује настани план и процес кроз следеће студијске програме:
- Ликовна умјетност, са више излазних профила